# هاكون فيوم لاي
هاكون فيوم لاي (بالنرويجية: Håkon Wium Lie) هو الرئيس التقني لبرمجيات أوبرا ابتداءً من 2006 حيث بدأ عمله فيها من 1999. وهو من الأعضاء المؤسسين في حزب القراصنة النرويجي.
هاكون هو أول مَن أدخل مصطلح صفحات الطرز المتراصة عام 1994. خدم في لرابطة الشبكة العالمية وسيرن وغيرهما. قام في عام 2005 بتقديم اختبار أسيد2 الذي قام مشروع معايير الإنترنت فيما بعد بتطويره ونشره.